# مسعود خیام
مسعود خیام نویسنده و مترجم ایرانی است.

## زندگی
مسعودِ خیّام (زادهٔ ۱۷ اردیبهشت ۱۳۲۶ در تهران)؛ نویسنده، مترجم و پژوهشگر ادبی است. تحصیلات دانشگاهی و تحقیقات حرفه‌ای‌اش در زمینهٔ مهندسی علوم هوافضا بوده‌است. وی مدتی با سمت هماهنگ‌کنندهٔ مهندسی و تعمیرات هواپیما در هواپیمایی ملی ایران کار می‌کرد و مدتی نیز در دانشگاه‌های ایران به تدریس اشتغال داشت و زمانی نیز به کارهای مهندس مشاور مشغول بود.
وی از سال ۱۳۵۸ نوشته‌های ادبی خود را به چاپ رساند. او تحقیقاتی در زمینهٔ خط فارسی دارد و پیشنهاد دهندهٔ ابداع و ایجاد «خط فنّی فارسی» است.

## آثار
مسعود خیام تاکنون چندین رمان، داستان، پژوهش و ترجمه منتشر کرده‌است.
مقالات او در ایران تاکنون در مجلات «آدینه»، «دانش و مردم» و «کلک» به‌چاپ رسیده‌است.

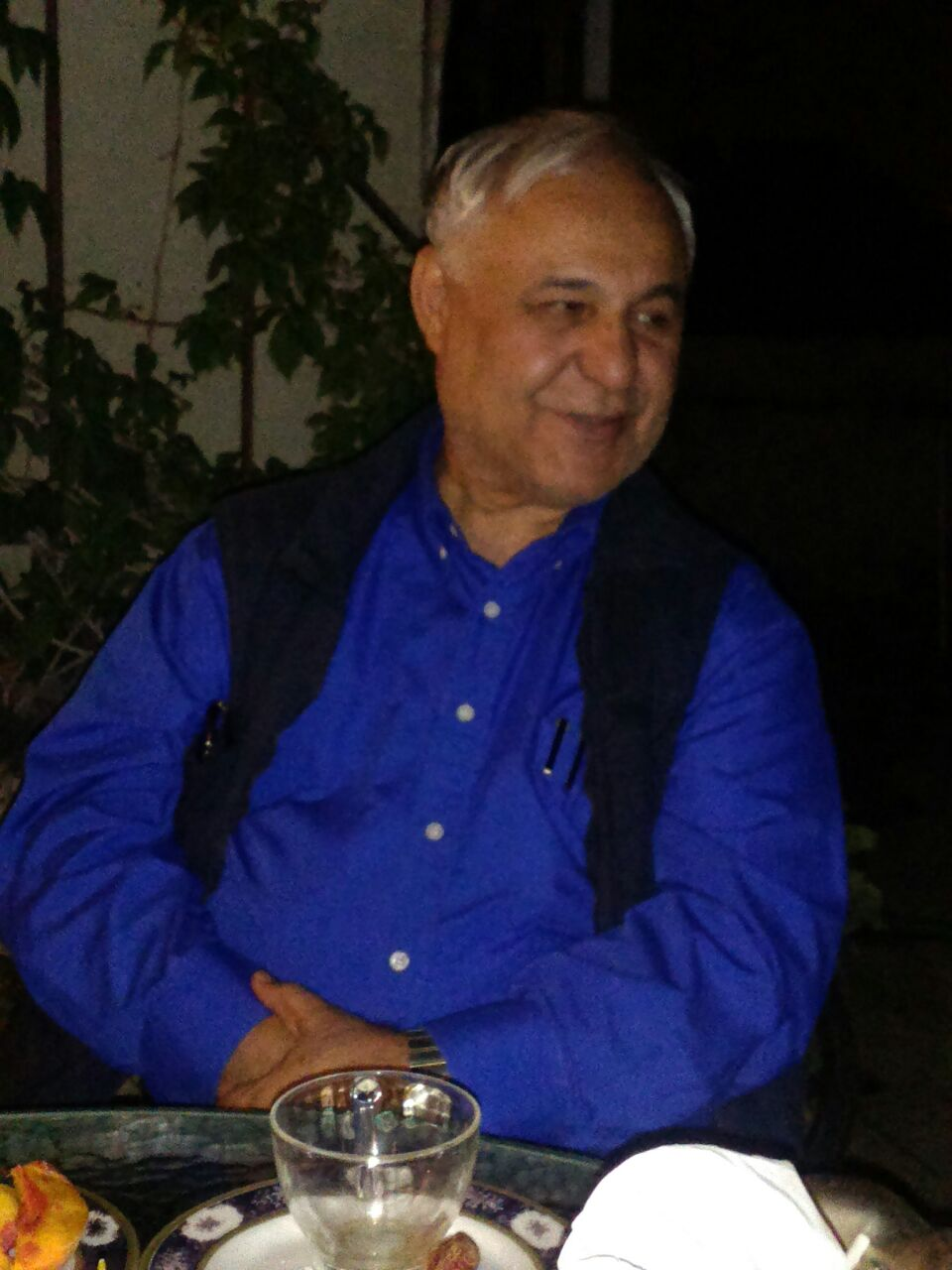
مسعود خیام

## ادبی
1. شاهنامه در بمباران، آرش، استکهلم، ۱۹۹۳ + کاوه آهنگر و ضحاک ماردوش، فرهنگ و هنر، تهران، ۱۳۶۹
2. خط آینده، نگاه، تهران، ۱۳۷۳[۱۰]
3. زار بر سر سبزه، آرش، استکهلم، ۱۹۹۶ + خیام و ترانه‌ها، نخستین، تهران ۱۳۷۵ + فکر روز، تهران، ۱۳۷۹
4. گلستان سعدی برای نوجوانان، ابتکار نو، تهران، ۱۳۸۳
5. موش و گربه، عبید زاکانی، ابتکار نو، تهران، ۱۳۸۴
6. شعر نو برای مبتدیان جوان، ابتکار نو، تهران، ۱۳۸۴
7. پادشاه صورت و معنا، ابتکار نو، تهران، ۱۳۸۸[۱۱]
8. احمد شاملو ـ عکس فوری، گوشه، تهران، ۱۳۹۳[۱۲]
9. شاهنامه برای جوانان، نگاه، تهران، ۱۳۹۴[۱۳]
10. نيم‌نگاهى به مولوى، مثنوى براى جوان‌ترها، نشانه، تهران، ۱۳۹۶[۱۴]

## داستان
1. قفس شطرنج، آرش، استکهلم، ۱۹۹۲ + روشنگران، تهران، ۱۳۷۱
2. ژ، عطایی، تهران، ۱۳۷۹
3. باغ جهانی، انگلیسی، ابتکارنو، تهران، ۱۳۸۲
4. پیام‌آور لال، نگاه، تهران، ۱۳۸۳[۱۵]
5. سنگ کاغذ قیچی، آرش، استکهلم، ۲۰۰۵
6. دوزخ غزل‌های سلیمان، گامل، استکهلم، ۲۰۰۷
7. داستان عشق ایرانی، اینترنت، انگلیسی، ۲۰۰۸
8. مشرق غزل‌های سلیمان، اینترنت، انگلیسی، ۲۰۱۳

## فلسفه علوم
1. سیاهچاله‌ها، گستره، تهران، ۱۳۷۳[۱۶]
2. تأملات اینترنتی: نامه‌های الکترونیکی دربارهٔ علم و قرن بیستم، مرکز، تهران، ۱۳۷۶[۱۷]
3. نيم‌نگاه، از ارستو تا هايزنبرگ، نشانه، تهران، ۱۳۹۵[۱۸]

## ویراستاری
1. رهبری ارکستر: راهنمای جامع فنون و شیوه‌های رهبری، انتشارات‌ عطایی، تهران، ۱۳۹۲[۱۹]

## ترجمه
1. شب ایگوانا، تنسی ویلیامز، نشر قطره، تهران، ۱۳۸۶

## مقالات
1. آزادی رنگ و خنده، نارنج، تهران، ۱۳۷۷
2. در فاصله آژیرها، کتاب ایران، تهران، ۱۳۷۷
3. مجمع‌الجزایر شاعران پرومته، زمان، تهران، ۱۳۷۹
4. کاره سرباز در مونپارناس، ابتکار نو، تهران، ۱۳۸۳[۲۰]
5. کرانهٔ عشق، خانه تکانى کامپيوتر خانگى، ابتکار نو، تهران، ۱۳۹۶[۲۱]